# Буркова, Виктория Игоревна
Виктория Игоревна Буркова (род. 28 ноября 2001, Нижний Тагил) — российская волейболистка, связующая. Игрок волейбольных клубов российской Суперлиги Уралочка-НТМК (2021 по 2023 годы), Заречье-Одинцово (с 2024 года).

## Биография
Родилась 28 ноября 2001 года в Нижнем Тагиле.
С 2018 года играла за молодёжную команду Уралочки. Дважды становилась чемпионкой молодёжных лиг и дважды обладательницей Кубка Молодёжной лиги. С 2021 выступала за основную команду клуба в суперлиге. Двукратная серебряная призёрка чемпионата России Лиги А в сезонах 2020/2021 и 2021/2022 годов в составе Уралочки-2.
Весной 2024 года перешла во французский клуб Волеро Ле-Канне.
В 2024 заключила контракт с ВК «Заречье-Одинцово», в составе которого в 2025 году стала бронзовым призёром чемпионата и Кубка России.

### Клубная карьера
- 2018—2022 —  Уралочка-2 — молодёжная лига;
- 2021—2023 —  Уралочка-НТМК — суперлига.
- 2024 —  Волеро Ле-Канне
- с 2024 —  «Заречье-Одинцово» (Московская область) — суперлига.

## Сборная
В 2023 году стала обладателем золотой медали в составе сборной России на Международном фестивале студенческого спорта. 

## Достижения
- двукратная чемпионка Молодёжной лиги чемпионата России — 2018, 2019.
- двукратная обладательница Кубка Молодёжной лиги 2018, 2019.
- двукратная серебряная призёрка чемпионата России Лиги А 2021, 2022 годов.